# Blood on the Dance Floor (песня)
«Blood on the Dance Floor» (с англ. — «Кровь на танцполе») — песня американского автора-исполнителя Майкла Джексона, первый сингл из его альбома ремиксов Blood on the Dance Floor: HIStory in the Mix. Релиз состоялся на лейбле Epic Records в марте 1997 года, песня была написана и спродюсирована Джексоном вместе с Тедди Райли. Композиция выдержана в жанрах нью-джек-свинга и электронной танцевальной музыки, в тексте певец затрагивает тематику соблазна и обмана.
Сингл возглавил хит-парады Великобритании, Новой Зеландии, Дании и получил золотые сертификации в Австралии, Германии и Новой Зеландии. Видеоклип, в котором певец в кроваво-красном костюме танцует в клубе с соблазнительной девушкой, был снят Винсентом Патерсоном.

## История создания и особенности композиции
В 1990 году Майкл Джексон пригласил молодого продюсера Тедди Райли поработать над его предстоящим альбомом Dangerous. Продюсер стал накапливать инструментальные треки для певца. Он погрузился в работу над музыкой и решил пропустить вечеринку своего приятеля, вечером Райли узнал, что на пропущенном празднике кто-то был застрелен. Под сильным впечатлением от произошедшего продюсер написал ещё один сырой агрессивный, ритмичный трек, не имевший на тот момент ни названия, ни мелодии. Вскоре Райли принёс подготовленный материал Джексону, среди предложенных ему записей была и демоверсия, написанная в тот вечер. Продюсер вспоминал: «Певец ничего не знал о том, что произошло, я никогда ему об этом не рассказывал». Пару недель спустя Райли был шокирован тем, что демоверсия, доработанная Джексоном, получила название «Blood on the Dance Floor» (с англ. — «Кровь на танцполе»).
Композиция не попала на Dangerous: она ещё не была закончена, не хватало некоторых вокальных партий. «Прослушав песню, Майкл мог сказать: „Мне нравится, как ты поработал над треком, но в этом месте он должен звучать иначе“. Он был перфекционистом», — рассказал Райли. Джексон вернулся к «Blood on the Dance Floor» в сентябре 1997 года, готовясь к релизу альбома ремиксов. Именно тогда старая демоверсия, записанная им вместе с Райли в начале 90-х, была переработана в полноценный мультитрек. Песня стала титульным треком пластинки Blood on the Dance Floor: HIStory in the Mix.
«Blood on the Dance Floor» представляет собой композицию умеренно-медленного темпа, написанную в тональности ля-бемоль мажор. Трек выдержан в жанре нью-джек-свинга и электронной танцевальной музыки. В тексте певец затрагивает тематику соблазна и обмана. Песня вошла в сборники хитов Джексона Number Ones и Scream.

## Релиз сингла и реакция критиков
«Blood on the Dance Floor» была выпущена в качестве первого сингла из предстоявшего альбома ремиксов Джексона Blood on the Dance Floor: HIStory in the Mix 21 марта 1997 года на компакт-дисках и компакт-кассетах. В США полноценный релиз песни не состоялся. По словам Тедди Райли, Джексона это не волновало, он решил, что американцам не нужен сингл — они найдут песню сами, если действительно этого захотят. Сингл возглавил хит-парады Великобритании, Дании и Новой Зеландии и получил золотые сертификации в Австралии, Германии и Новой Зеландии.
Рецензент портала Allmusic посчитал «Blood on the Dance Floor» «рядовым электронным танцевальным треком». Критик Pop Rescue заметил, что довольно трудно расслышать вокал Джексона в куплетах песни, и оценил композицию в целом как слабую, и по звучанию больше подходящую альбому Dangerous. Рецензент Consequence of Sound высказал мнение, что трек стал прототипом творчества Леди Гаги. Обозреватель портала Est. ‘97 писал: «„Blood on the Dance Floor“ — не самый интересный трек на пластинке, но тем не менее, в нём Джексон в каком-то смысле воссоздаёт атмосферу песни „Smooth Criminal“, ведя детальное повествование о неизвестной нам женщине».

## Музыкальное видео и концертные исполнения
Видеоклип на «Blood on the Dance Floor» был снят Винсентом Патерсоном. По сюжету певец, одетый в кроваво-красный костюм, танцует в клубе с соблазнительной женщиной — Сьюзи. В какой-то момент она открывает складной нож. Сьюзи в ролике сыграла Сибил Азур, в съёмках также приняла участие танцовщица и участница группы The Pussycat Dolls Кармит Бачар. Ролик на оригинальную версию песни вошёл в сборник видеоклипов Джексона Number Ones. Видео в сопровождении одного из ремиксов на композицию — Refugee Camp Mix — вошло в сборники HIStory on Film, Volume II, Michael Jackson's Vision. В декабре 2017 года на официальном канале Джексона на YouTube был опубликован видеоролик «Blood on the Dance Floor 2017». Видео было создано при участии артистов Cirque du Soleil, задействованных в шоу Michael Jackson: One.
Певец исполнял «Blood on the Dance Floor» в рамках второй половины мирового сольного турне HIStory World Tour. Композиция также вошла в первоначальный сет-лист несостоявшегося тура Джексона This Is It, опубликованный в марте 2009 года.

## Список композиций
- CD (номер в каталоге Epic Records — 664462 2)[25]

| №  | Название                                           | Длительность |
| -- | -------------------------------------------------- | ------------ |
| 1. | «Blood on the Dance Floor»                         | 4:13         |
| 2. | «Blood on the Dance Floor» (TM's Switchblade Mix)  | 8:38         |
| 3. | «Blood on the Dance Floor» (Refugee Camp Mix)      | 5:26         |
| 4. | «Blood on the Dance Floor» (Fire Island Vocal Mix) | 8:55         |
| 5. | «Blood on the Dance Floor» (Fire Island Dub)       | 8:55         |

## Участники записи
- Майкл Джексон — текст, музыка, вокал, бэк-вокал, аранжировка вокала
- Тедди Райли[англ.] — текст, музыка, программирование ударных, микширование, клавишные, синтезаторы
- Брэд Баксер — программирование ударных, клавишные, синтезаторы
- Тедди Райли, Дэйв Уэй, Мик Гузауски, Эдди Делена, Эндрю Шепс — звукоинженеры
- Мэтт Карпентер — программирование цифровых систем

## Позиции в чартах и сертификации
| Чарт (1997)        | Высшая позиция |
| ------------------ | -------------- |
| Австралия          | 5              |
| Австрия            | 9              |
| Бельгия (Фландрия) | 11             |
| Бельгия (Валлония) | 11             |
| Великобритания     | 1              |
| Германия           | 5              |
| Дания              | 1              |
| Зимбабве           | 1              |
| Ирландия           | 5              |
| Италия             | 2              |
| Канада             | 4              |
| Нидерланды         | 7              |
| Новая Зеландия     | 1              |
| Норвегия           | 2              |
| Польша             | 30             |
| Финляндия          | 2              |
| Франция            | 10             |
| Швейцария          | 5              |
| Швеция             | 2              |

| Страна                 | Сертификат |
| ---------------------- | ---------- |
| Великобритания (BPI)   | Серебряный |
| Австралия (ARIA)       | Золотой    |
| Германия (BVMI)        | Золотой    |
| Новая Зеландия (RIANZ) | Золотой    |